# Негрій Тетяна Дмитрівна
Тетя́на Дми́трівна Негрі́й  (30 січня 1954, м. Київ) — українська співачка, режисер, Лауреат Міжнародної мистецької премії ім. Валентина Михайлюка, Лауреат премії ім. С.Гулака-Артемовського, Заслужена артистка України.

## Життєпис
Народилася 30 січня 1954 року у м. Києві. З козацького роду козака Негрія на Полтавщині та роду Скоропадських.
Творчий шлях розпочала 1974 року в Сумській філармонії з вокально-інструментальним ансамблем «ОБРІЙ».
Упродовж багатьох років — з 1975 року працювала в творчих колективах КОМА(Київське об'єднання музичних ансамблів), Українського гастрольно-концертного об'єднання (УГКО) «Укрконцерт» в Києві.
Закінчила Київський державний інститут культури (диригент-хормейстер). Учениця заслуженого артиста УРСР Володимира Суржі.

## Творчий шлях
З 1980 року працює солісткою вар'єте Київського об'єднання музичних ансамблів. З 1982 року — солістка Саратовської філармонії, а з 1988 року — духового оркестру «ДНІПРО» ЦПК м. Києва Головного управління культури Київської держадміністрації.  Творча діяльність Тетяни Дмитрівної характеризується високим професіоналізмом, оригінальністю виконання, різнобарв'ям музичної пісенної палітри. Українські народні, а їх переважна більшість, та естрадні пісні у її виконанні звучали для представників української діаспори Тюмені, будівельників нафтопроводу «ДРУЖБА», для ліквідаторів Чорнобильської трагедії в самі перші важкі дні 1986 року.
Тетяна Дмитрівна Негрій здійснила перше офіційне і публічне виконання Гімну України з оркестром «ДНІПРО» на Площі Незалежності в День проголошення НЕЗАЛЕЖНОСТІ УКРАЇНИ в 1991 році.
Т.Негрій автор та ведуча передачі «НАРОДНИЙ КАЛЕНДАР» українського радіо та каналу УТР телебачення, що здобула широку популярність серед українців в Україні та за кордоном. Пісні у виконанні Тетяни Негрій неодноразово ставали Лауреатами та призерами різноманітних міжнародних фестивалів у США, Німеччині, Чехії та країнах ближнього зарубіжжя: Росії, Молдові, Білорусі, а також всеукраїнських конкурсів та фестивалів. Дуже велику популярність серед маленьких слухачів має авторський компакт-диск  "УКРАЇНСЬКІ НАРОДНІ КАЗКИ, а також «ЧУДОТВОРЕЦЬ МИКОЛАЙ, НА ВСЯКИЙ ЧАС ПОМАГАЙ», де зібрано унікальний матеріал про життя та діянія Святого Миколая і подано у вигляді театралізованого дійства з використанням українських народних переказів, легенд, пісень у її виконанні. Ці роботи  здобули  велику популярність не тільки в Україні, а й далеко за її межами — Канаді, США. Тетяна Негрій проявила себе не тільки, як виконавиця українських пісень, а і як талановитий режисер театралізованих вистав для дітей на теми народних звичаїв та обрядів, які з великим успіхом проходили протягом 10 років у Київському планетарії, про що свідчать тисячі відгуків маленьких глядачів та їх батьків і вчителів. Сьогодні Тетяна бере активну участь у концертах для захисників України: Національна Гвардія, батальйон «ДОНБАС», батальйон «КИЇВСЬКА РУСЬ» та інші, про що свідчать нагороди від командирів цих військових формувань.

## Відзнаки і нагороди
За більш як 40- річну талановиту творчу діяльність співачка і режисер Тетяна НЕГРІЙ відзначалась нагородами як державних так і громадських організацій України та зарубіжжя  неодноразово про її творчсть друкувалось у вітчизняній та зарубіжній пресі. За популяризацію української культури за кордоном Тетяні присвоєно почесне звання заслуженої артистки Молдовської Республіки та нагороджено державною нагородою цієї держави «За інтернаціональну допомогу». За значний внесок в популяризацію української пісні за кордоном Тетяна Дмитрівна нагороджена медаллю Міжнародної асоціації працівників культури та мистецтва «За особистий внесок у зміцнення міжнародних культурних зв'язків», двічі відзначена Міжнародними преміями ім. С.Гулака-Артемовського та В.Михайлюка, нагороджена орденом «Золотий Хрест», Двічі відзначена Подяками та Почесною грамотою Київського міського Голови, а також орденом «ЗНАК ПОШАНИ». За особливі заслуги перед українським народом нагороджена «ПОЧЕСНОЮ ГРАМОТОЮ ВЕРХОВНОЇ РАДИ УКРАЇНИ». Ці та багато інших нагород свідчать про значний вклад Тетяни НЕГРІЙ у розвиток та популяризацію української культури, як в Україні так і за кордоном нашої Держави.